# О’Донел (Тексас)
О’Донел (енгл. O’Donnell) град је у америчкој савезној држави Тексас. По попису становништва из 2010. у њему је живело 831 становника.

## Демографија
Према попису становништва из 2010. у граду је живело 831 становника, што је 180 (17,8%) становника мање него 2000. године.
| Група             | 2000.       | 2010.       |
| Белци             | 336 (33,2%) | 283 (34,1%) |
| Афроамериканци    | 11 (1,1%)   | 10 (1,2%)   |
| Азијати           | 1 (0,1%)    | 3 (0,4%)    |
| Хиспаноамериканци | 660 (65,3%) | 522 (62,8%) |
| Укупно            | 1.011       | 831         |